# Episodi di PJ Masks - Superpigiamini (quarta stagione)
La quarta stagione della serie animata Pj Masks - Super pigiamini è stata pubblicata negli Stati Uniti dal 15 maggio 2020 al 7 giugno 2021.
In Italia la serie è pubblicata da Rai Yoyo dal 20 novembre 2020.
| n.  | n. ita | Titolo originale              | Titolo italiano                      | Prima TV USA      | Prima TV Italia  |
| --- | ------ | ----------------------------- | ------------------------------------ | ----------------- | ---------------- |
| 1   | 1      | Heroes of the Sky             | Gli Eroi dei Cieli - Parte 1 e 2     | 15 maggio 2020    | 20 novembre 2020 |
| 1   | 2      | Heroes of the Sky             | Gli Eroi dei Cieli - Parte 3 e 4     | 15 maggio 2020    | 20 novembre 2020 |
| 2a  | 3a     | Who Let the Moths In?         | Chi ha fatto entrare le falene?      | 29 maggio 2020    | 16 novembre 2020 |
| 2b  | 3b     | Commander Meow                | Comandante Miao                      | 29 maggio 2020    | 17 novembre 2020 |
| 3a  | 4a     | Motsuki’s Missing Sister      | La sorella smarrita di Motsuki       | 15 giugno 2020    | 18 novembre 2020 |
| 3b  | 4b     | Not So Ninja                  | Non così ninja                       | 15 giugno 2020    | 19 novembre 2020 |
| 4a  | 5a     | PJ Party Mountain             | La Montagna delle feste dei PJ       | 6 luglio 2020     | 21 novembre 2020 |
| 4b  | 5b     | Wolfies of the Pagoda         | Lupetti della pagoda                 | 6 luglio 2020     | 22 novembre 2020 |
| 5a  | 6a     | Master Fang’s Secret          | Il segreto del Maestro Feng          | 20 luglio 2020    | 23 novembre 2020 |
| 5b  | 6b     | Aerodylan                     | Aerodylan                            | 20 luglio 2020    | 24 novembre 2020 |
| 6a  | 7a     | Asteroid Accident             | Incidente di asteroidi               | 3 agosto 2020     | 25 novembre 2020 |
| 6b  | 7b     | All About Asteroids           | Tutto sugli asteroidi                | 3 agosto 2020     | 26 novembre 2020 |
| 7a  | 8a     | Romeo's Space Machine         | La Macchina Spaziale di Romeo        | 17 agosto 2020    |                  |
| 7b  | 8b     | Newton and the Ninjas         | Newton e i Ninja                     | 17 agosto 2020    |                  |
| 8a  | 9a     | Missing Space Rock            | L'asteroide scomparso                | 31 agosto 2020    |                  |
| 8b  | 9b     | Flying Factory Out of Control | La Fabbrica Volante fuori controllo  | 31 agosto 2020    |                  |
| 9a  | 10a    | Munki-gu                      |                                      | 14 settembre 2020 |                  |
| 9b  | 10b    | Munki-gu in the City          | Munki-gun in città                   | 14 settembre 2020 |                  |
| 10a | 11a    | Mission Munki-gu              | Munki-gu in missione                 | 5 ottobre 2020    |                  |
| 10b | 11b    | Legend of the Wolfy Bone      | La leggenda dell'Osso dei Lupetti    | 5 ottobre 2020    |                  |
| 11a | 12a    | Gekko Vs Armavillain          | Geco contro armadillan               | 19 ottobre 2020   |                  |
| 11b | 12b    | Super Super Cat Speed         | Super Super Gatto Velocità           | 19 ottobre 2020   |                  |
| 12a | 13a    | Munki-gu's Dragon             | Il drago di Munki-gu                 | 2 novembre 2020   |                  |
| 12b | 13b    | Gekko Loves Lionel            | Geco riconquista Lionel              | 2 novembre 2020   |                  |
| 13a | 14a    | Octobella                     | Octobella                            | 16 novembre 2020  |                  |
| 13b | 14b    | Octo-Trouble                  | Pericolo, Octobella                  | 16 novembre 2020  |                  |
| 14a | 15a    | Star Buddies                  | I Compagni Stellari                  | 30 novembre 2020  |                  |
| 14b | 15b    | To the Moon and Back          | Sulla Luna andata e ritorno          | 30 novembre 2020  |                  |
| 15a | 16a    | Magnet in the Moat            | Il Magnete nel Fossato               | 7 dicembre 2020   |                  |
| 15b | 16b    | Motsuki Bugs Out              | Falenova e le super falene           | 7 dicembre 2020   |                  |
| 16a | 17a    | Octobella's Garden            | Il giardino di Octobella             | 11 gennaio 2021   |                  |
| 16b | 17b    | Sploshy Splash                | Blu medusa                           | 11 gennaio 2021   |                  |
| 17a | 18a    | Teeny Weeny Returns           | Il ritorno del minuscolo mini-ninja  | 25 gennaio 2021   |                  |
| 17b | 18b    | Robo-Wolf                     | Robot-Lupo                           | 25 gennaio 2021   |                  |
| 18a | 19a    | The Labours of Armadylan      | Le fatiche di Armadylan              | 8 febbraio 2021   |                  |
| 18b | 19b    | Lost in Space                 | Perso nello spazio                   | 8 febbraio 2021   |                  |
| 19a | 20a    | The Power of Monkey Chatter   | Il potere di blaterare da scimmia    | 22 febbraio 2021  |                  |
| 19b | 20b    | The Secret of Monkey Goodness | Il segreto della bontà della scimmia | 22 febbraio 2021  |                  |
| 20a | 21a    | Pharaoh Boy                   | Il giovane Faraone                   | 8 marzo 2021      |                  |
| 20b | 21b    | By My Pharaoh Feathers        | Per le mie piume faraoniche          | 8 marzo 2021      |                  |
| 21a | 22a    | Pharaoh's Chariot             | Il carro del giovane Faraone         | 15 marzo 2021     |                  |
| 21b | 22b    | PJ Robot Malfunction          | Pigia-Robot fuori fase               | 15 marzo 2021     |                  |
| 22a | 23a    | The Mysterious Masks          | Le maschere misteriose               | 22 marzo 2021     |                  |
| 22b | 23b    | Battle Of The Fangs           | Battaglia tra zanne                  | 22 marzo 2021     |                  |
| 23a | 24a    | Catboy's Cat                  | Il gatto di Gattoboy                 | 29 marzo 2021     |                  |
| 23b | 24b    | Mad With Moon Power           | Follia lunare                        | 29 marzo 2021     |                  |
| 24a | 25a    | Pharaoh and the Ninjalinos    | Pharaoh e i Ninjalinos               | 31 maggio 2021    |                  |
| 24b | 25b    | Pharaoh's Boomerangs          | I boomerang di Pharaoh               | 31 maggio 2021    |                  |
| 25  | 26a    | Bubbles of Badness            | Bolle di cattiveria                  | 7 giugno 2021     |                  |
| 25  | 26b    | Bubbles of Badness            | Bolle di cattiveria parte 2          | 7 giugno 2021     |                  |